# 卡勒姆 (密西西比州)
卡勒姆（英語：Cullum）是位於美國密西西比州肯珀縣的非建制地區。

## 歷史
卡勒姆的郵局於1895年設立，其後於1914年停運。當地於1900年時有24人。

## 地理
卡勒姆所處的海拔為高於海平面77米（即253英呎），而該地所採用的時區為UTC-6，即北美中部時區（CST）。同時該地設有夏令時間，為UTC-6調快一小時，即UTC-5（CDT）。